# Gompholobium venustum
Gompholobium venustum är en ärtväxtart som beskrevs av Robert Brown. Gompholobium venustum ingår i släktet Gompholobium och familjen ärtväxter. Inga underarter finns listade i Catalogue of Life.